# Hilarión de la Quintana
Hilarión de la Quintana y Aoiz (Maldonado, Gobernación del Río de la Plata, 21 de octubre de 1774 - Buenos Aires, Argentina, 1 de julio de 1843) fue un militar rioplatense, participante en las Guerra de Independencia de la Argentina, del Uruguay y de Chile.

## Orígenes
Hilarión de la Quintana nació el 21 de octubre de 1774 en Maldonado, actual Uruguay (formaba parte de la Gobernación del Río de la Plata). Hijo del brigadier José Ignacio de la Quintana y Riglos y de Petronila de Aoiz y Larrazábal, ingresó en la carrera de armas en 1784 como cadete y en 1794 revistó como teniente en el Regimiento de Dragones de Buenos Aires, unidad en la que prestó servicios en la frontera. En 1808 casó con María del Tránsito de Aoiz y Lajarrota.
Era el jefe de los ejércitos de Buenos Aires cuando se produjo la primera invasión inglesa, y su actuación fue muy criticada.

## Las invasiones inglesas
Se inició como cadete del regimiento de Dragones de Buenos Aires y prestó servicios en varios destinos militares, especialmente en Montevideo.
En 1805 fue ayudante mayor del Regimiento Fijo de Infantería de Buenos Aires y al año siguiente estuvo en Montevideo cuando los ingleses tomaron la ciudad. Desde allí regresó a Buenos Aires como ayudante de campo de Liniers. En 1807 participó en la defensa de Buenos Aires, siempre como ayudante de Liniers, puesto que mantuvo aún después de la rendición de los ingleses. 
Estaba en Montevideo en 1806, cuando se produjo la primera invasión inglesa y fue puesto al mando de las tropas que el gobernador de Montevideo, Pascual Ruiz Huidobro, le entregó a Santiago de Liniers. Como tal, era el segundo de Liniers cuando la Reconquista. Antes del ataque, le llevó al gobernador inglés, William Carr Beresford, la intimación de rendirse, que este desechó. Después de la victoria negoció con él las condiciones de la rendición. En esa ocasión tuvo que apaciguar a los milicianos porteños, con riesgo de su vida.
Formó parte de diversas operaciones que siguieron a la primera invasión y participó también de la defensa contra la segunda invasión inglesa en 1807 a órdenes de Juan Antonio Gutiérrez de la Concha, y en los meses siguientes fue ayudante del virrey Santiago de Liniers.
Enviado a España con pliegos para la corte, fue retrasado en Sevilla, porque dado que llevaba pliegos del virrey Liniers —francés de origen— se temió que fuera un espía, en plena guerra de independencia española. Refugiado en Cádiz, pidió embarcarse en el buque que llevaba a Baltasar Hidalgo de Cisneros a hacerse cargo del Virreinato del Río de la Plata, pero el nuevo virrey no se lo permitió.

## La Revolución y la guerra de independencia
De regreso a Buenos Aires, Cisneros le pidió que fuera su ayudante, pero declinó el ofrecimiento. Poco después, en el cabildo abierto del 22 de mayo de 1810, su padre votó a favor de la permanencia de Cisneros como virrey, mientras que Hilarión votó a favor de su reemplazo por las autoridades que designase el cabildo. Tras una serie de enfermedades que le impidieron sostener una actividad militar continua, obtuvo una licencia permanente por razones de salud.
En 1812 fue reincorporado al Ejército y nombrado sargento mayor del Regimiento de Pardos y Morenos, es decir el segundo jefe del mismo, a órdenes de Miguel Estanislao Soler. Con ese cuerpo se incorporó al sitio de Montevideo y tuvo una actuación destacada en la batalla de Cerrito.
Fue nombrado comandante general de Entre Ríos por el director Gervasio Antonio Posadas, pero a los pocos días de su llegada, en enero de 1814, su segundo, el coronel Holmberg, fue totalmente derrotado por el caudillo federal Eusebio Hereñú en el combate de El Espinillo, cerca de Paraná. Fue tomado prisionero por Fernando Otorgués junto a Holmberg, pero pronto fueron liberados y enviados a Buenos Aires.
Enviado a incorporarse al Ejército del Norte como comandante del Batallón de Cazadores. Ascendido al grado de coronel, fue por breve tiempo gobernador de San Miguel de Tucumán, que aún dependía de la provincia de Salta. En enero de 1815 fue nombrado gobernador de Salta, y apoyó todo lo que pudo la marcha del Ejército hacia el Alto Perú. Fue desplazado del poder por el coronel Martín Miguel de Güemes, que formó su propio gobierno. Marchó al Alto Perú y se unió al Ejército en Potosí. Combatió en la batalla de Sipe Sipe, a fines de ese año, y tuvo la audacia de salvar de una muerte segura al después general Mariano Necochea.
Regresó a Buenos Aires con el general José Rondeau y formó parte del partido opuesto al gobierno de Juan Martín de Pueyrredón, al que consideraban despótico. Este se sacó de encima a varios de sus oponentes, entre ellos Soler y Quintana, enviándolos a unirse al Ejército de los Andes que estaba organizando el general José de San Martín en Cuyo —la negativa del jefe del grupo opositor, Manuel Dorrego, le costaría a este el destierro.
Enviado a Mendoza con pliegos para San Martín, que estaba casado con su sobrina Remedios de Escalada, este lo incorporó al Estado Mayor del Ejército de los Andes el 24 de enero de 1817, cuando este ya había comenzado el Cruce de los Andes. Participó en la batalla de Chacabuco, fue comandante de armas de Santiago de Chile. El Director Supremo Bernardo O'Higgins lo nombró Director Supremo interino, lo cual disgustó a la mayor parte de los chilenos. No obstante, alcanzó a proclamar públicamente la declaración de independencia de Chile, decretar la creación de su bandera —no la definitiva, sino la llamada «bandera de la Transición»— y enviar apoyo pecuniario al Ejército del Norte, por esa época estacionado en Tucumán y comandado por Manuel Belgrano.
Reincorporado al Ejército unido como edecán de San Martín, combatió en la Sorpresa de Cancha Rayada y en la decisiva victoria de la Batalla de Maipú como jefe de la reserva. Su salud volvió a deteriorarse, por lo que pidió el retiro militar, que le fue negado por Pueyrredón. Regresó en 1819 a Buenos Aires y fue acusado de participar en un complot contra el gobierno, por lo que fue dado de baja del ejército.

## La anarquía de 1820

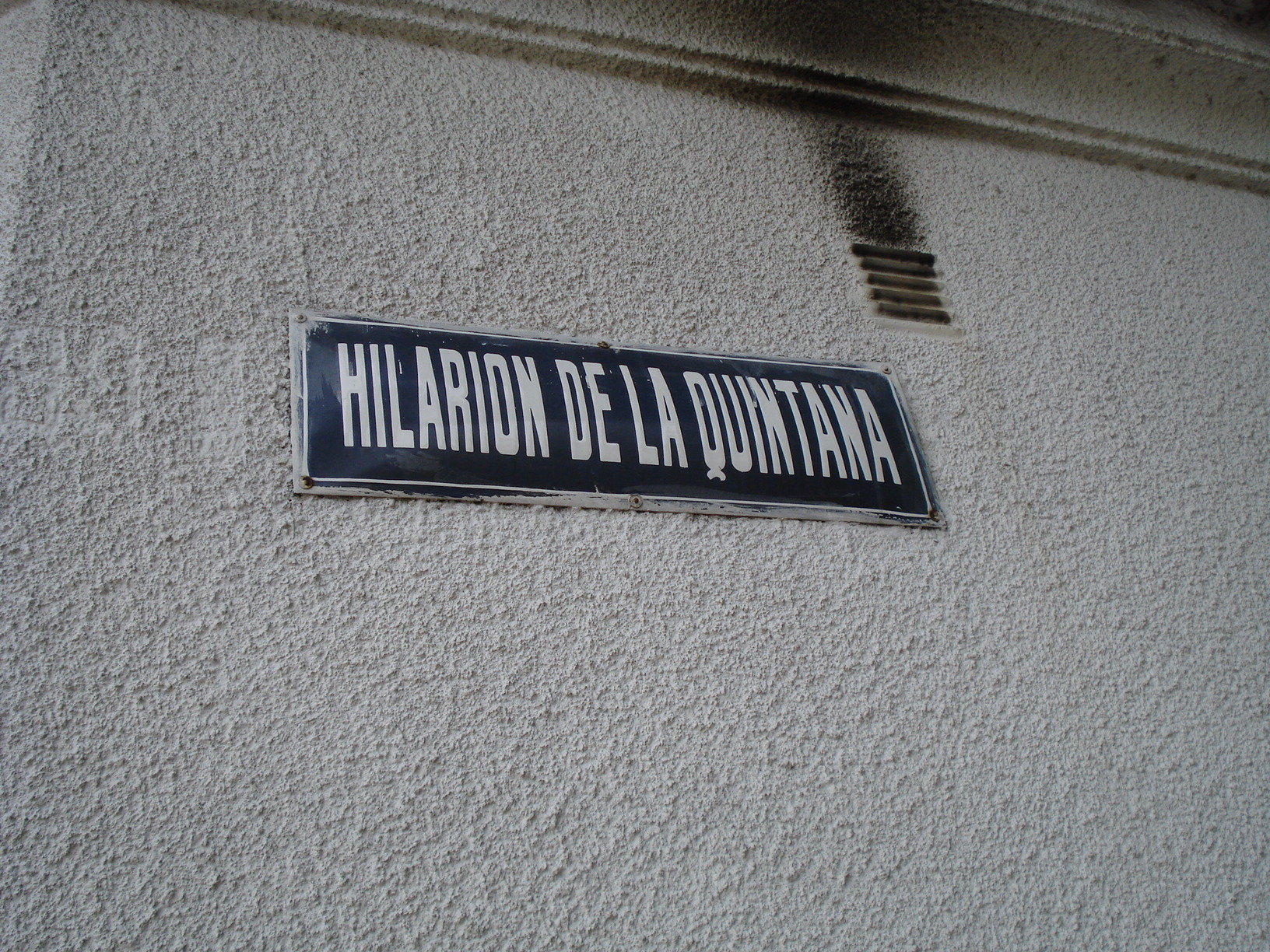
Calle Hilarión de la Quintana en la localidad bonaerense de Florida, en el partido de Vicente López.

Después de la batalla de Cepeda, el nuevo gobernador, Manuel de Sarratea, lo llamó para que se hiciera cargo de la comandancia de armas de la provincia, y brevemente ocupó la gobernación de la misma como delegado. Durante su breve gestión devolvió los bienes confiscados al general Carlos María de Alvear. Fue ministro de guerra del gobernador Ildefonso Ramos Mejía, y sus sucesores Soler y Dorrego lo mantuvieron en el cargo. Acompañó a este último en su campaña al norte de la provincia, dirigió gran parte de las fuerzas en el sitio y asalto de San Nicolás de los Arroyos, en el combate de Pavón y en la batalla de Gamonal; esta última, una seria derrota frente a Estanislao López, marcó el fin de la campaña y la caída del gobierno de Dorrego.
De regreso a Buenos Aires, se puso del lado del coronel Manuel Pagola en la revolución con la que este derrocó a Dorrego; tras la derrota de su facción, fue arrestado tras su derrota por el Martín Rodríguez y el coronel Juan Manuel de Rosas. Emigró a Montevideo y regresó al año siguiente, cuando la situación política se estabilizó bajo el gobierno de Rodríguez.
Fue pasado a retiro por la reforma militar del ministro Bernardino Rivadavia y permaneció alejado de la política por varios años. Volvió a la actividad para ejercer cargos secundarios bajo la gobernación de Dorrego, entre ellas una misión ante Fructuoso Rivera durante la campaña a las Misiones Orientales. Tras derrocar y fusilar Dorrego, Juan Lavalle lo desterró a Montevideo. A su regreso permaneció en el anonimato, empobrecido, y su última aparición pública fue una manifestación en apoyo al gobernador Juan Manuel de Rosas.
Falleció en el Hospital General de Hombres de Buenos Aires el 1 de julio de 1843.
Entre sus papeles históricos se cuenta una Relación de las campañas y funciones de guerra en que se halló el general Hilarión de la Quintana, escrita probablemente en los años 1830 y publicadas como folleto en la prensa en 1833; los hechos políticos de ese año hicieron que este escrito pasase desapercibido, pero cuatro años más tarde fue ampliamente elogiado por el propio San Martín desde su residencia de Grand-Bourg, cerca de París.

## Homenajes
En varias ciudades existen calles con su nombre, entre ellas Rosario y Vicente López, Argentina, y Montevideo, Uruguay.